# Arnold Korff

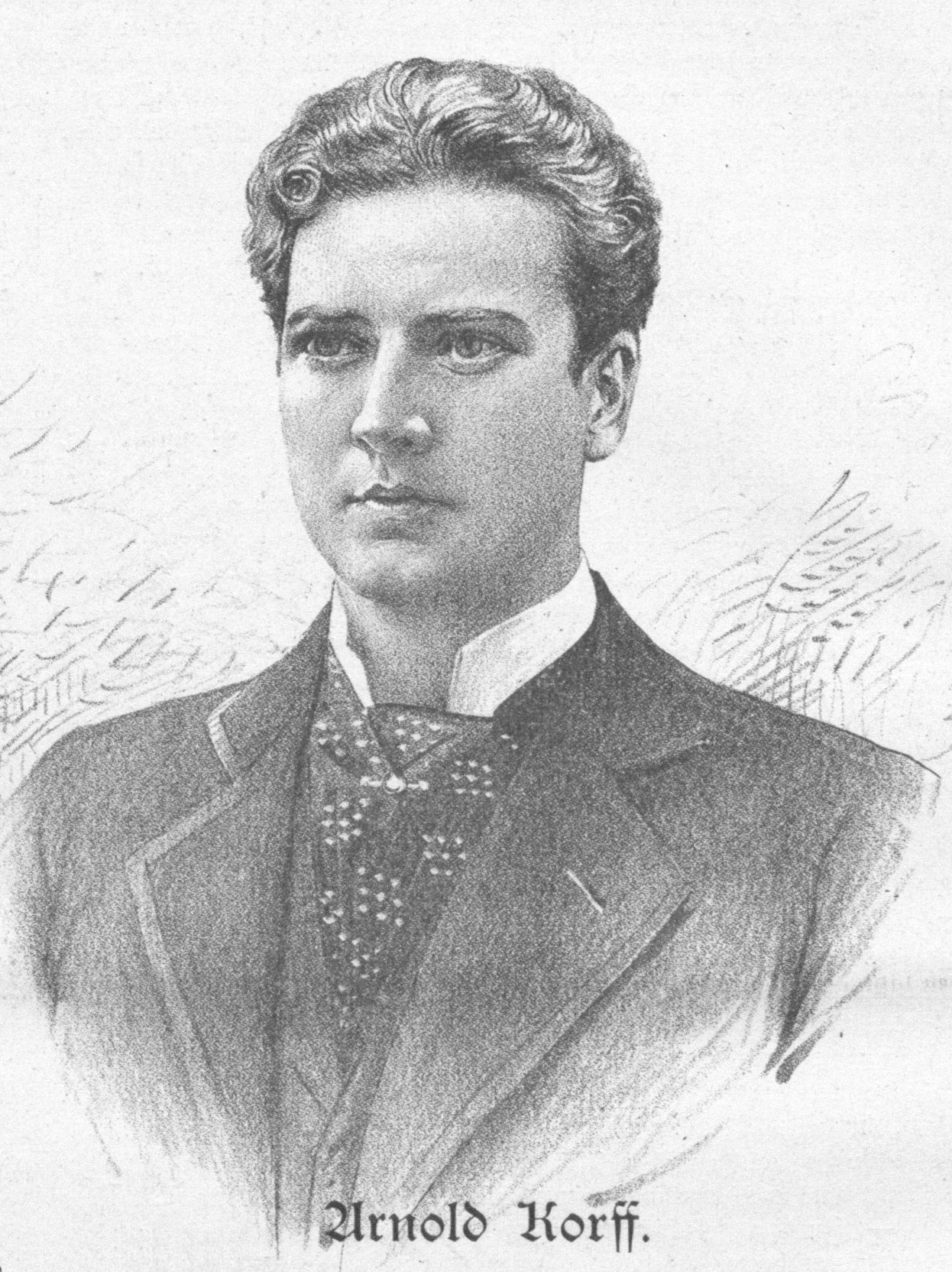
Arnold Korff, 1896

Arnold Korff (Viena, 2 de agosto de 1870 – Nova Iorque, 2 de junho de 1944), nasceu Arnold Korff-Kirsch, foi um diretor e ator austríaco. Ele atuou em uma série de filmes alemães e austríacos, antes de se mudar para os Estados Unidos e retornar sua carreira naquele país. Ele fez sua primeira aparição nos teatros norte-americanos em Denver no ano de 1892.

## Filmografia selecionada
- 1916: Feenhände
- 1916: Diebe und Liebe
- 1920: Der Staatsanwalt
- 1921: Ilona
- 1921: Die Geliebte Roswolskys
- 1921: Grausige Nächte
- 1930: Men of the North
- 1931: Liebe auf Befehl
- 1931: Die große Fahrt
- 1931: Mordprozeß Mary Dugan
- 1935: Shanghai